# Dyrekamp
Dyrekamp betegner en form for kampsport mellem to eller flere dyr eller dyr og mennesker. Den involverer ofte unødvendig og grusom (blodig) lidelse for deltagerne, og er traditionelt ufrivillig for i det mindste den ene part (dyret).
Dyrekampe er en meget gammel form for underholdning, kendt siden oldtiden. Dyrekampe, kaldt venationes på latin, var således populære i Romerrigets amfiteatre. Det vides, at M. Fulvius Nobilius arrangerede dyrekampe i 186 f.v.t. - hvilket er de første dyrekampe, som er registreret. Ved indvielsen af det romerske Colosseum berettes det, at 5.000 blev slået ihjel på den samme dag.
Hestekampe, hvor to hingste kæmpede mod hinanden, var i gamle dage populære i Norden. Det ældste vidnesbyrd om en hestekamp er en billedsten fra Häggeby i Uppland, fremstillet i 500-tallet. I Njals saga skildres en hestekamp på Hestatingshol. Den sidste kendte hestekamp i Island blev afholdt i 1623. I Norge blev der afholdt hestekampe ind i 1800-tallet.
Eksempler på former for dyrekampe, der stadig eksisterer, omfatter tyrefægtning, hanekamp og dyster mellem siamesiske kampfisk. Andre eksempler er hundekamp og parforcejagt, og der er også en række andre former.
Med nogle undtagelser, for eksempel tyrefægtning i Spanien og nogle andre lande, er dyrekampe ofte omfattet af et totalt forbud i Vesten, mens det andre steder i verden kan være både populært, meget udbredt og helt lovligt. I mange lande, hvor dyrekampe er ulovligte eksisterer der dog ofte et "sort marked", ofte i forbindelse med ulovlige væddemål, der ofte involverer store beløb.

## Eksempler på dyrekampe

### Menneske-dyr
- Alligatorbrydning
- Blækspruttebrydning
- Rampokan
- Rævejagt
- Studebrydning
- Tyrefægtning
- Venationes

### Dyr-dyr
- Hanekamp
- Hundekamp
- Kamelbrydning
- Rævejagt
- Kampfiskekamp
- Tyrekamp